# Étang du Cap Noir
L'étang du Cap Noir est un lac situé à Saint-Pierre-et-Miquelon, dans le sud-est de l'île Saint-Pierre. Il tire son nom du cap Noir situé juste à l'est, de l'autre coté de la tête de Galantry.

## Géographie
Depuis la construction de la piste de l'aéroport en 1999, l'étang du Cap Noir est coupé en deux. L'émissaire de l'étang est formé d'un court ruisseau quittant la moitié sud de l'étang et se dirigeant vers le sud.

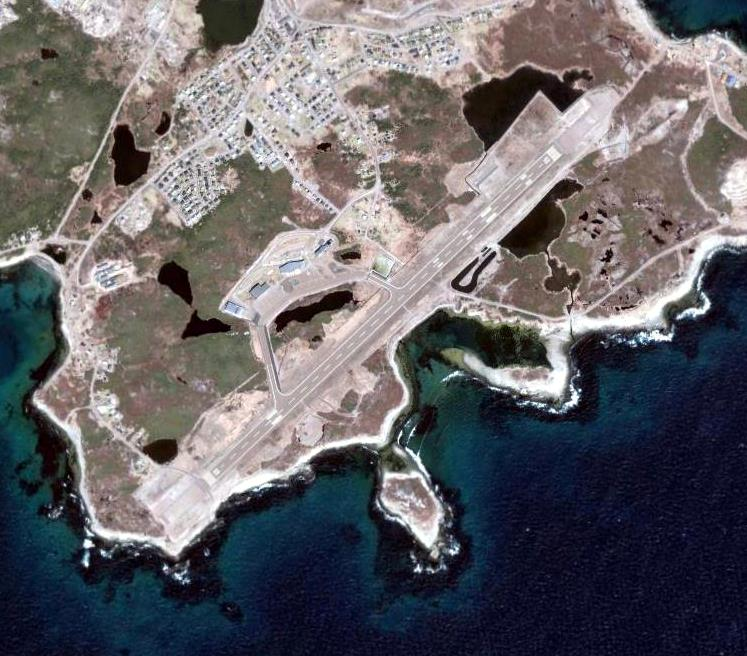
Vue aérienne de l'aéroport de Saint-Pierre Pointe-Blanche avec l'étang du Cap Noir de part et d'autre de l'extrémité nord-est de la piste.